# Kaitemako

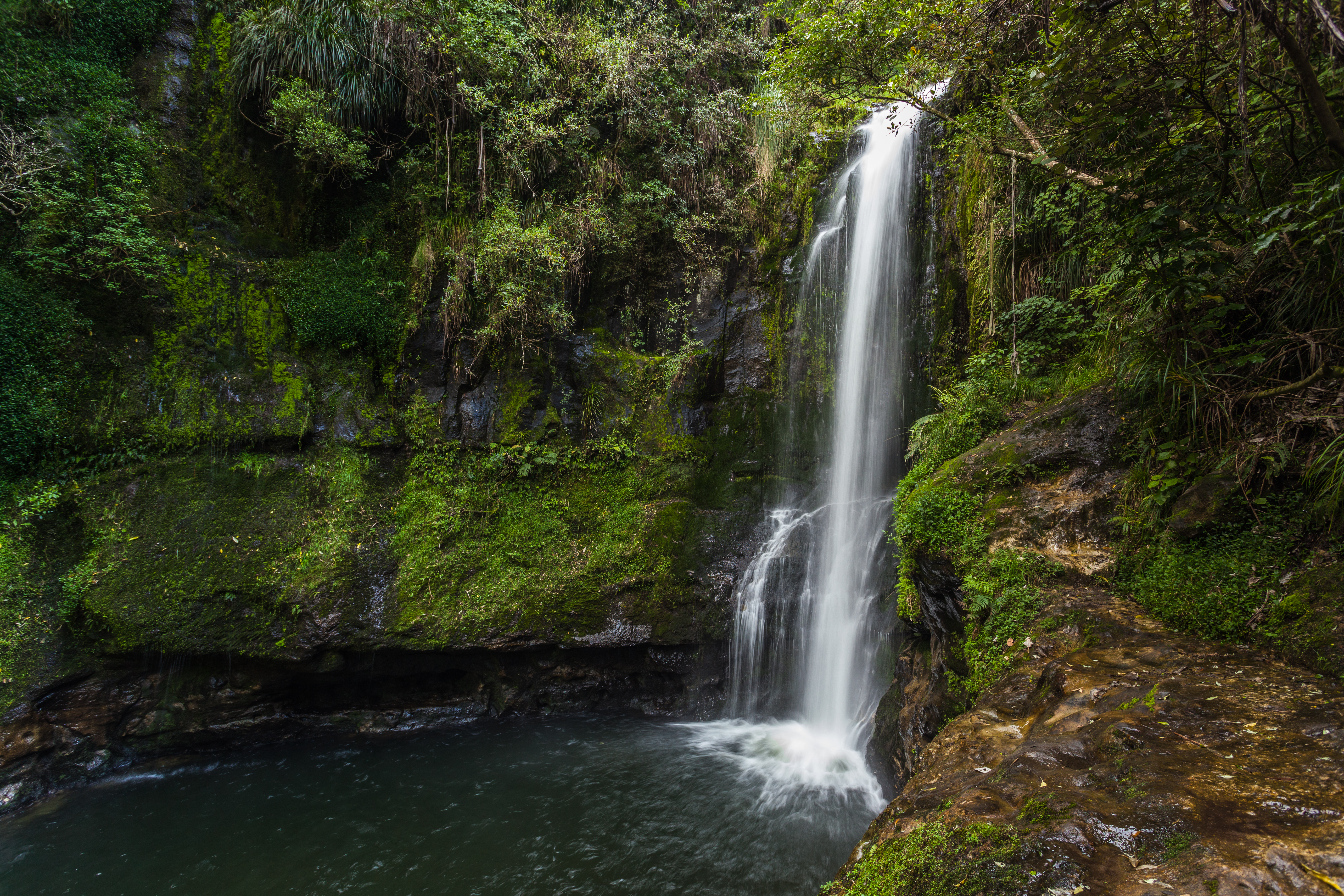
Chutes de Lower Kaiate Falls

Kaitemako est une zone rurale du district de la baie de l’Abondance occipitale dans la région de la baie de l’Abondance de l’ Île du Nord de la Nouvelle-Zélande.

## Situation
Le secteur inclut le bassin de drainage du cours d’eau nommé Kaitemako Stream.
Le point le plus haut du secteur est Pukunui situé à 364 mètres d’altitude.
Les chutes de Kaiaté (mi) nommées aussi Te Rerekawau Falls sont une paire de chutes d’eau avec une chute inférieure d’environ 15 mètres de haut .

## Démographie
La zone statistique de Kaitemako (district de la baie de l’Abondance occidentale ), qui couvre 76 kilomètres carrés, avait une population de 1752 résidents lors du recensement de 2018, en augmentation de 279 personnes(soit 18,9 %) depuis le recensement de 2013 et une augmentation de 411 personnes (30,6 %) depuis le recensement de 2006.
Il y a 606 logements.
On compte 891 hommes et 864 femmes, donnant un sexe-ratio de 1,03 homme pour une femme.
L’âge médian est de 43,8 ans (comparé aux 37,4 ans au niveau national), avec 339 personnes (soit 19,3 %) âgées de moins de 15 ans, 300 personnes (soit 17,1 %) âgées de 15 à 29 ans, 885 personnes (soit 50,5 %) âgées de 30 à 64 ans  et 228 personnes (soit 13,0 %) âgées de 65 ans ou plus .
L’ethnicité est  pour 85,4 % européens/Pākehā, 20,4 % Māoris, 1,4 % personnes du Pacifique, 2,6 % d’origine asiatique et 1,4 % d’une autre ethnie (le total peut faire plus de 100% dans la mesure où une personne peut s’identifier de multiples ethnies en fonction de sa parenté).
La proportion de personnes nées outre-mer est  de 16,6 %, comparée avec les 27,1 % au niveau national.
Bien que certaines personnes objectent à donner leur religion, 54,8 % n’ont aucune religion, 32,0 % sont chrétiens, 0,2% sont hindouistes, 0,7 % sont bouddhistes et 6,3 % ont une autre religion.
Parmi ceux d’au moins 15 ans d’âge, 285 personnes (20,2 %) ont une licence  ou un degré supérieur et 219 personnes (soit 15,5 %) n’ont aucune  qualification formelle.
Le revenu médian est de 35 400 $, comparé aux 31 800 $ au niveau national. Le statut d’emploi pour ceux d’au moins 15 ans d’âge  est pour 765 personnes (soit 54,1 %) employées à plein temps, 258 personnes (soit 18,3 %)  sont  à temps partiel et 39 personnes (soit 2,8 %) sont  sans emploi.